# Mażoretki

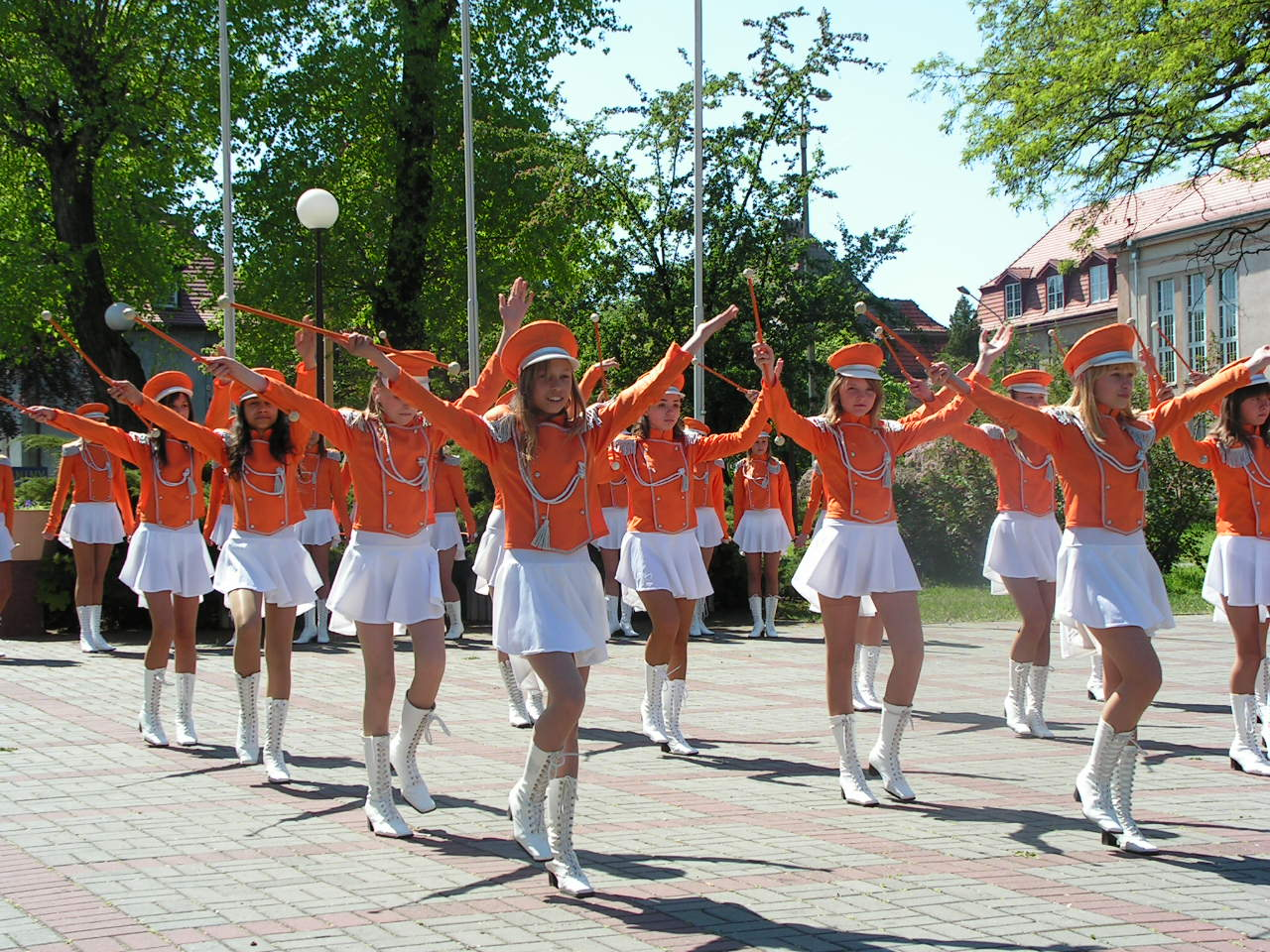
Mażoretki Zakładowej Orkiestry Dętej "Huty Miedzi Głogów"

Mażoretki – wyraz zapożyczony z jęz. francuskiego. Słowo majorette znaczy mniej więcej majorki. Oznacza dziewczyny ubrane w paradne stroje zawierające elementy umundurowania galowego różnych służb i formacji.
Mażoretki występują na pokazach estradowych i paradach ulicznych, prezentując choreograficzne układy taneczno-marszowe do muzyki orkiestr dętych, żonglując i podrzucając przy tym pałeczki mażoretkowe (tzw. batony). Mażoretki spełniają nie tylko funkcję widowiskowego dodatku, ale za pomocą wykonywanych gestów sygnalizują zbliżający się zakręt, zakończenie utworu, zmianę rytmu. Mażoretka maszerująca przed orkiestrą zwana jest tamburmajorką.
Stroje mażoretek nawiązują zwykle do umundurowania organizacji, do których należą współpracujące z nimi orkiestry. Organizacje te to najczęściej wszelkiego rodzaju służby mundurowe, takie jak: wojsko, policja i inne formacje paramilitarne, służby ratownicze, służby transportowe, służby miejskie itp., ale także różnego rodzaju zakłady pracy lub inne organizacje i stowarzyszenia posiadające własne uniformy. Mażoretki mogą również nawiązywać w swoich strojach do regionów geograficznych lub miast, z których pochodzą – szczególnie, jeśli nie są związane z konkretnymi formacjami mundurowymi, tylko z instytucjami kulturalnymi.
Stroje mażoretek, cechujące się dużą różnorodnością i podlegające przynajmniej częściowo trendom w modzie, są jedynymi uniformami organizacyjnymi, które nie są skodyfikowane regulaminami, niemniej stosowane są konsultacje przy wykorzystywaniu symboliki organizacji i respektowane są pewne ogólne zalecenia dotyczące regulaminu umundurowania.
Historia mażoretek liczy już ponad dwieście lat i wywodzi się z Francji, niemniej zespoły mażoretkowe są popularne również na innych kontynentach. W Polsce najwięcej zespołów mażoretkowych związanych jest z domami kultury oraz z orkiestrami Ochotniczych Straży Pożarnych (OSP).